# Coleophora spiniferella
Coleophora spiniferella é uma espécie de mariposa do gênero Coleophora pertencente à família Coleophoridae.